# 陳頭崗站
陈头岗站是广州地铁22号线的一个车站，位於广州市番禺区石壁街道东晓南放射线南大干线立交桥东北部的地底，于2022年3月31日随22号线首通段开通启用。
本站與位於东侧的陈头岗停车场接軌。

## 车站结构
陈头岗站全长约650米，标准段宽为约40米，总建筑面积近6万平方米。

### 车站楼层
本站共有两层，其中地面为出入口，周边为东晓南放射线（钟南大道）、陈头岗停车场及其上蓋物業和学校、国铁广珠动车所以及其它建筑；地下一层为站厅；地下二层为22号线两个岛式站台。
| 地下一层 | 站厅                                     | 售票機、客服中心、商店、警务室、安检设施 |  |  |
| 地下二层 |                                          | █22号线 备用站台                         |  |  |
|          | 岛式站台（卫生间、母婴室）（不对外开放） |                                          |  |  |
|          | 1 站台                                   | █22号线 备用站台                         |  |  |
|          | 2 站台                                   | █22号线 番禺广场方向（下站：广州南站）   |  |  |
|          | 岛式站台（卫生间、母婴室）               |                                          |  |  |
|          |                                          | █22号线 备用站台                         |  |  |

### 站厅
陈头岗站站厅設有自动售票機及智能客服中心。

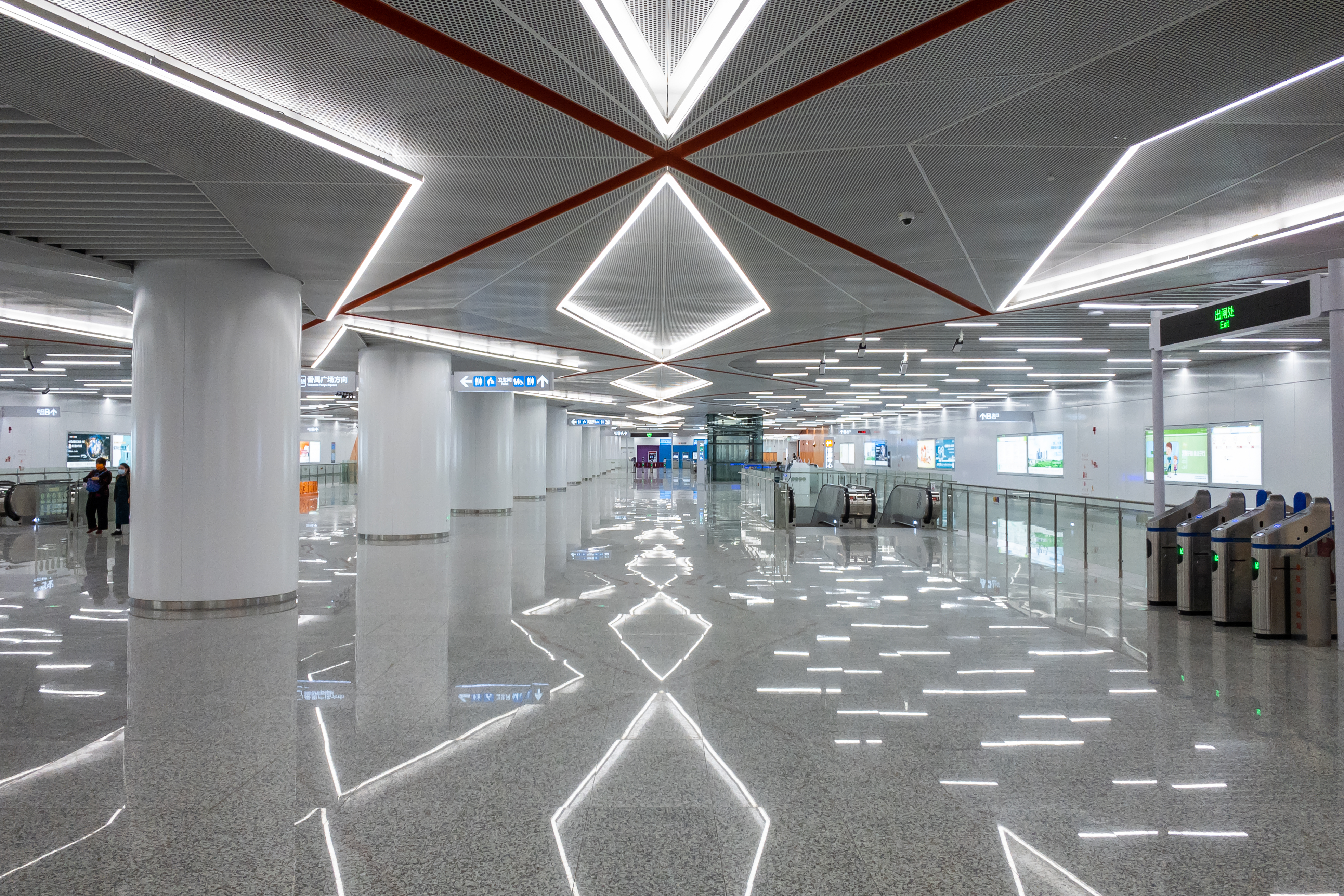
站厅

为方便行人进出，陈头岗站站厅中央被划分为收费区，收费区内设有多组扶手电梯，楼梯和专用电梯，分别连接22号线的两个站台。

### 站台

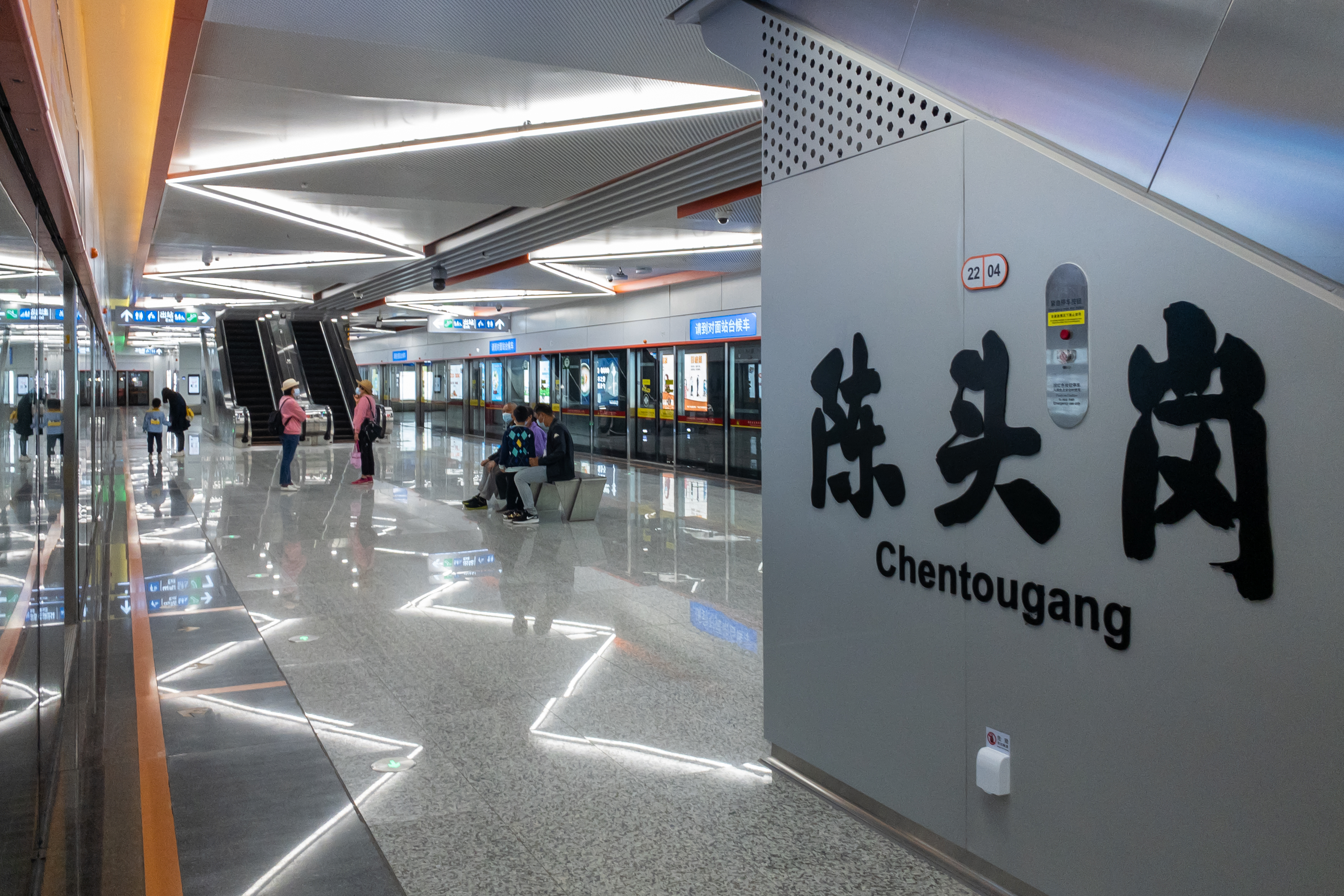
2号月台

本站在地下二层设有一组双岛式站台，位于东晓南放射线（钟南大道）的地底。两个站台均在其南端设有卫生间和母婴室。

#### 站线配置
本站设计为22號線的快慢車越行站，因此設有四條路軌；但目前本站为22号线臨時終點站，仅有内侧的站台获站台编号。另外，22号线在站台南北两端均设有渡线可供列车从正线分别前往中间两条路轨。同时，中间两条路轨在站台两端均设有交叉渡线，其中北侧前往陈头岗停车场的交叉渡线可供22号线初期运营时列车进行站后折返，南侧的交叉渡线可供列车进行站前折返。
22号线开通初期，本站采用站后折返，内侧的1、2号站台分别进行终点落客和起載始發；2022年末，本站调整为站前折返，列车在西侧的2号站台完成上落客，而东侧的1号站台则与外侧站台一道改为备用站台，不对外开放。

### 出入口
陈头岗站設有5個出入口，B1出口在22號線開通時被標識為B出口，B2出口開放後更改為現名。
|                                           |                                                       |      |          |                              |
| 编号                                      | 设施                                                  | 照片 | 出口指示 | 建议前往的目的地             |
| A1                                        | 扶手电梯标志                                          |      |          | 广东外语外贸大学番禺实验学校 |
| A2                                        | 扶手电梯标志                                          |      |          | 公交：地铁陈头岗站总站       |
| B1                                        | 盲道标志 · 升降机标志 · 无障碍通道标志 · 扶手电梯标志 |      |          |                              |
| B2                                        | 扶手电梯标志                                          |      |          |                              |
| D                                         | 盲道标志 · 扶手电梯标志                               |      |          | 口袋公园                     |
| 註： 設有 \| 設有 \| 設有 \| 設有扶手電梯 |                                                       |      |          |                              |

## 接驳交通
本站附近设有地铁陈头岗巴士总站。
| 巴士 \| 编号 \| 编号 \| 线路 \| 线路 \| 线路 \| 收费 \| 备注 \| \| ------ \| ----- \| ---------- \| ------ \| ------ \| ---- \| ---- \| \| \| 番187 \| 地铁大石站 \| 全程 ⇆ \| 陈头岗 \| 2元 \| \| \| 短线 ⇆ \| 番187 \| 地铁大石站 \| 周山岗 \| \| 2元 \| \| |       |            |        |        |      |      |
| 编号 | 编号  | 线路       | 线路   | 线路   | 收费 | 备注 |
| | 番187 | 地铁大石站 | 全程 ⇆ | 陈头岗 | 2元  |      |
| 短线 ⇆ | 番187 | 地铁大石站 | 周山岗 |        | 2元  |      |

## 历史
本站在规划和施工阶段一直被称作陈头岗站。车站和临近的陈头岗停车场均得名自陈头岗片区，但实际所处之地为民国时期便已存在的“逢垄岗”，为小山岗，与狭义的“陈头岗”相距约十分钟车程。2021年站名公示期间，便有多位市民建议将此站正名为“逢垄岗站”，但当局最终以逢垄岗在地铁建设中被铲平、地理实体已消失为由拒绝了这一建议。
本站于2017年10月28日开工建设，2020年1月实现主体结构封顶，2021年7月23日完成属地管理、调度指挥、设备设施使用管理“三权”移交。
2022年3月31日，本站随22号线首通段开通而启用。
2022年年末疫情期间，本站曾受防控措施影响，于11月28日至11月30日下午暂停服务。

## 未來發展
佛山地鐵4號線規劃未來二期段延伸進入番禺區，並設有陳頭崗站，與廣州22號線交匯。惟佛山4號線二期為遠期規劃，詳情現時並未明朗，广州22号线建设时亦未作出预留。